# 國立清華大學月涵堂
國立清華大學月涵堂位於台灣台北市大安區國立清華大學台北校區，是一座建成於1966年的現代主義風格建築。原址為國立清華大學在台復校之籌備處館舍，後該校同學會長查良釗等為紀念1962年逝世的國立清華大學校長梅貽琦集資捐建。
月涵堂由華泰建築師事務所建築師、並為國立清華大學校友的張昌華等人設計，振新營造廠承建，樓高2至3層，採鋼筋混凝土結構，第一期建築於1966年6月動工、12月竣工，第二期建築於1985年5月竣工。月涵堂於1967年5月至2014年間作國立清華大學台北辦事處使用，因應台北政經學院於2020年成立，國立清華大學於2024年動工整建月涵堂，並拆除第二期建築興建台北政經學院大樓。

## 歷史
在中華民國政府遷台的時空背景下，1911年創立於北京清華園的國立清華大學於1955年於台北市大安區金華街購置館舍作籌備處使用，並於1956年1月1日正式成立「國立清華大學研究院籌備處」，推動在台復校。國立清華大學校長梅貽琦以籌備處辦公室為根據地往來各地籌備復校工作，彼時的籌備處辦公室除是國立清華大學復校工作的核心，也成為該校原校友聚會之所在。梅貽琦1962年逝世後，為紀念其貢獻，以同學會長查良釗為首的校友於1963年、梅貽琦逝世周年之際，號召集資改建原國立清華大學籌備處，以梅貽琦之表字「月涵」為命名發想，興築「月涵堂」，供作學術藝文活動空間使用。:55:3~5
後經數年籌資，月涵堂於1966年6月開工、同年12月竣工，並於1967年3月取得使用執照、同年5月19日啟用；另經張明哲擔任國立清華大學校長任內擴建，擴建部分於1985年5月竣工:4:56。月涵堂於1966年竣工的一部並於2015年10月7日由台北市政府登錄為台北市歷史建築。國立清華大學以月涵堂設立台北辦事處至2014年始停用，其間國立清華大學辦學經費來源之一中華教育文化基金會、由國立清華大學校友捐助成立的自強工業科學基金會、龍應台文化基金會及法國在台協會亦曾設址於月涵堂:5~6:56。
劉炯朗、徐遐生、陳文村、陳力俊、賀陳弘等長任內皆曾計畫拆除、改建月涵堂，惟受台北市政府2015年於該校校友及台灣現代建築學會等團體呼籲下登錄月涵堂為歷史建築影響，並因應台北政經學院於2020年成立，該校決定將月涵堂第一期建築往前平移保留，並拆除非屬歷史建物的第二期建築，以在月涵堂後方興建地上12層、地下3層的台北政經學院大樓，整體工程經費約為新台幣9.3億元，於2024年3月23日動土，預計2027年底完工。:56~57

## 建築
月涵堂坐落於台北市金華街與金山南路路口的國立清華大學台北校區範圍內，建築基地面積約500坪，為現代主義建築，建築主體以前棟為第一期、後棟為第二期，由國立清華大學校友、建築師張昌華，及吳明修、陳昭武等共同設計，由振新營造廠興建。:56
以鋼筋混凝土為結構的月涵堂整體呈現為白色方形建築體，正門上方懸掛曾任國立清華大學校長的羅家倫「月涵堂」題字。於1966年及1985年分別竣工的第一、二期建築間以採光天井相隔、於樓梯平台處相連。1966年竣工的第一期建築為地上2層建築，設有辦公室及挑高兩層的中型會堂等設施；1985年竣工的第二期建築為地上3層、地下1層建築，除同設有辦公室外亦設有宿舍空間。:56:4